# Tachikawa
Tachikawa (Japans: 立川市, Tachikawa-shi) is een stad (shi) in de Japanse prefectuur Tokio. Op 1 december 2012 had de stad 179.599 inwoners. De bevolkingsdichtheid bedroeg 7370 inw./km². De oppervlakte van de stad bedraagt 24,38 km².

## Verkeer

### Trein
- JR East
  - Chuo-lijn : Station Tachikawa
  - Ome-lijn : Stations Tachikawa en Station Nishitachikawa
  - Nambu-lijn: Stations Tachikawa en Station Nishikunitachi
- Seibu
  - Seibu Haijima-lijn: Stations Station Tamagawa-Jōsui, Station Musashi-Sunagawa, Station Seibu Tachikawa
- Tama Monorail: Stations Sunagawa-Nanaban, Izumi-Taiikukan, Tachihi, Takamatsu, Tachikawa-Kita, Tachikawa-Minami, Shibasaki-Taiikukan

## Stedenbanden
- San Bernardino (Verenigde Staten), sinds 23 december 1959[1]
- Omachi (Japan), sinds 25 maart 1991